# 남장수 나들목

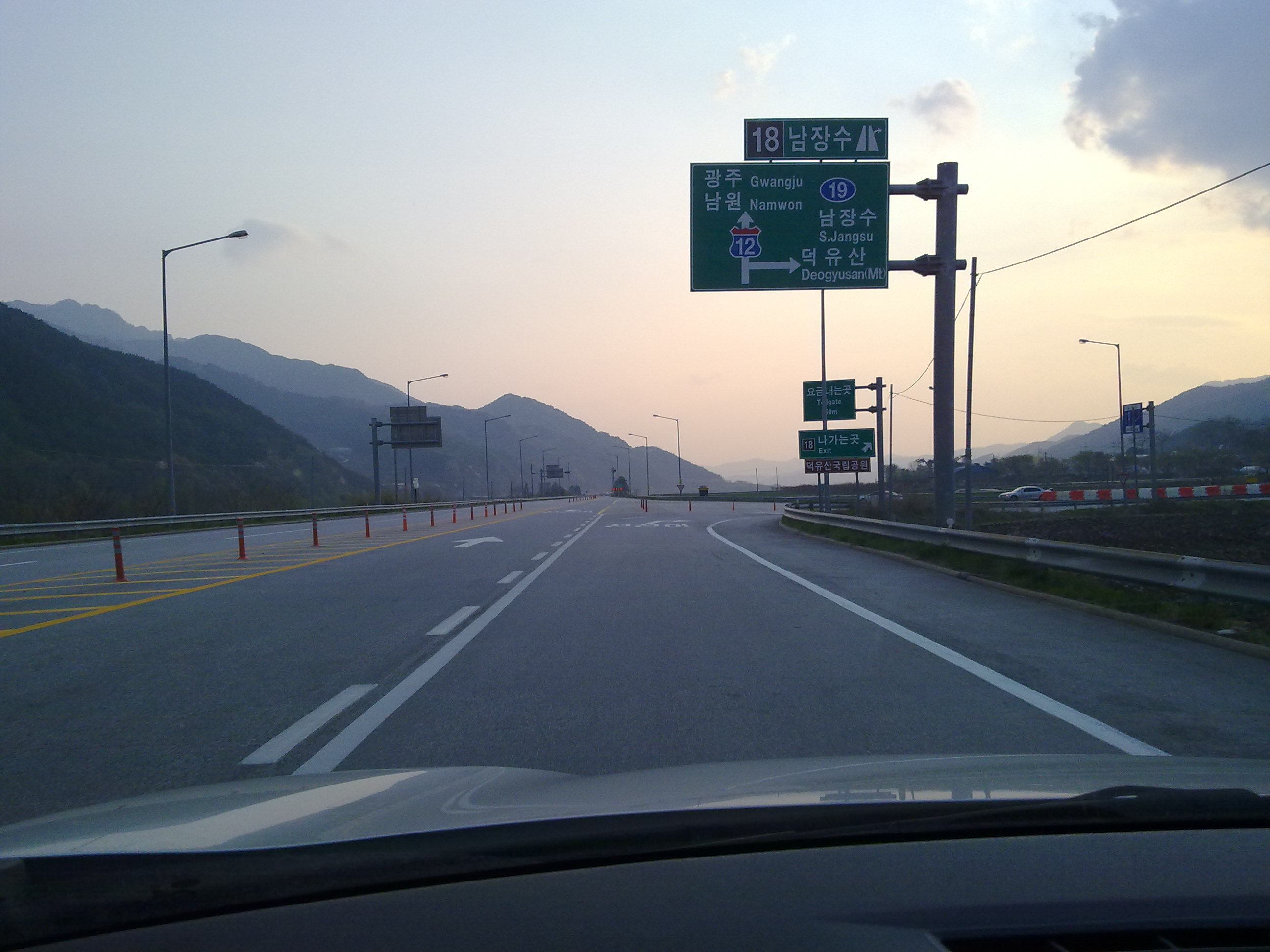
고속도로 지정 해제 이전의 모습

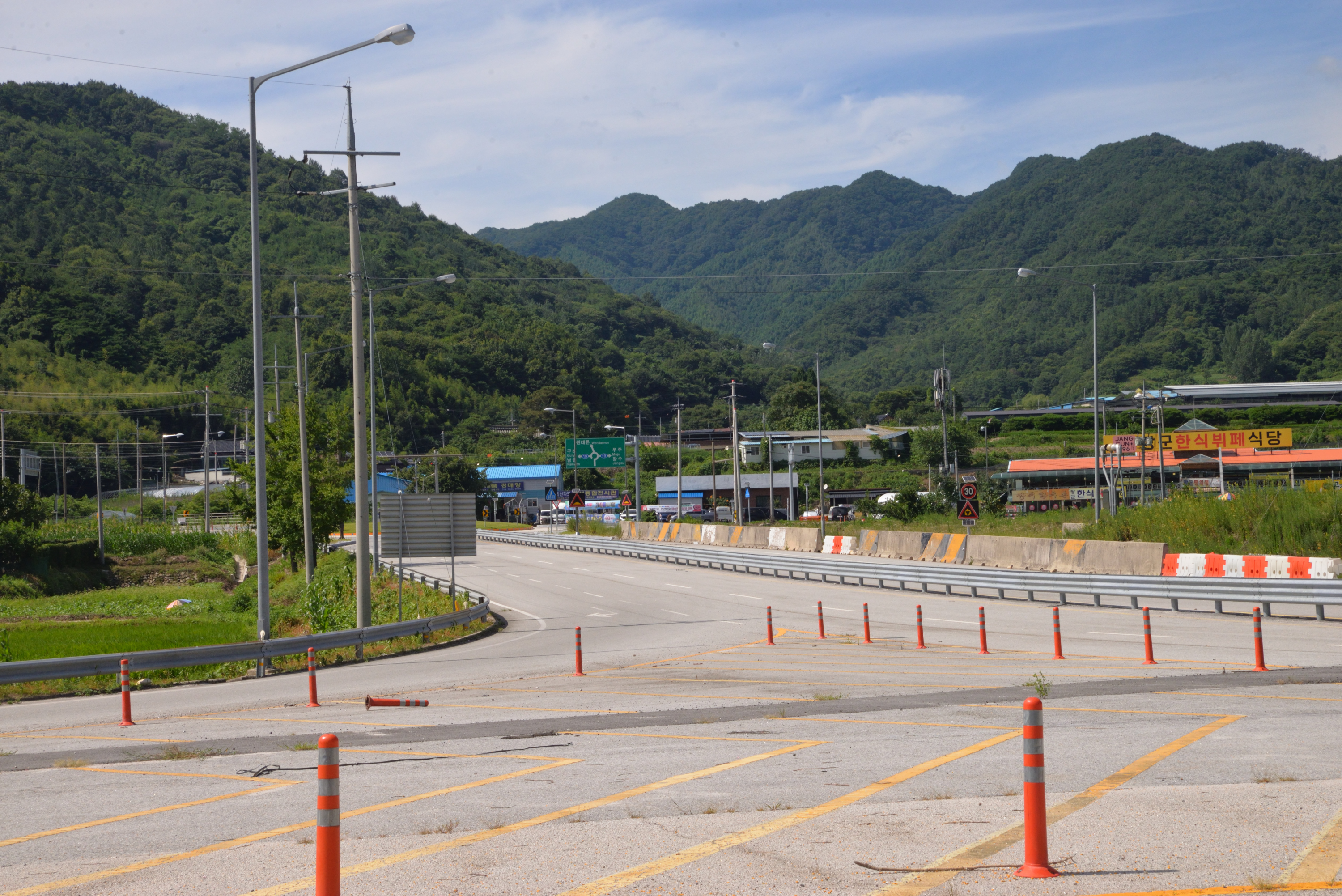
남장수 나들목 진출입로

남장수 나들목(S.Jangsu IC)은 전북특별자치도 장수군 번암면 대론리에 설치된 과거 88올림픽고속도로의 18번 교차로였다. 2015년 11월 12일 88올림픽고속도로 선형개량 및 확장의 일환으로 동남원 나들목이 신설 개통됨에 따라 고속도로 나들목으로서의 기능은 종료되었으며, 2016년 9월 2일에 구 88올림픽고속도로 장수군 번암면 구간과 함께 지방도 제743호선의 일부로 편입되면서 일반도로 교차로로 사용된다. 장수로(국도 제19호선)와 접하며, 옛 광주 방향 도로인 남장로를 통해 동남원 나들목과 간접 연결된다.

## 역사
1984년 6월 27일에 88올림픽고속도로 개통과 함께 사용이 개시되었으며, 당시에는 장수군 내의 유일한 고속도로 나들목으로서 장수 나들목으로 명명되었다. 2001년 11월 21일 익산포항고속도로 장수 나들목 ~ 장수 분기점 개통에 따라 계남면에 설치된 나들목이 장수 나들목이라는 명칭을 사용하게 되면서 이 나들목은 남장수 나들목으로 변경되었다. 2015년 11월 12일 기존 이 나들목의 기능을 대체하기 위해 약 5.2 km 인근 고속도로 신선 상에 동남원 나들목이 신설 개통되면서 고속도로 나들목으로서의 기능은 종료되었고, 기존 이 나들목을 사용하는 차량의 요금 징수를 담당하던 한국도로공사 남장수영업소 또한 철거되었다. 고속도로 이설 이후로는 광주 방향 도로만 개방되어 동남원 나들목의 진입로로 사용되다가, 2016년 9월 2일에 구 88올림픽고속도로 장수군 번암면 구간이 지방도 제743호선의 구간으로 편입되면서 현재의 남장수 교차로로 변경되었고, 이와 동시에 대구 방향 도로가 다시 개방되었다.

### 연혁
- 1984년 5월 29일: 장수 나들목 건설로 인해 전라북도 장수군 번암면 유정리 ~ 월석리 2.89km 구간을 3.06km로 도로구역 변경[1]
- 1984년 6월 27일: 88올림픽고속도로 담양 ~ 달성 구간 개통과 함께 장수 나들목으로 영업 개시[2]
- 1999년 11월 2일: 2001년 12월까지 나들목 요금소 설치를 위해 전라북도 남원시 월락동 ~ 경상남도 합천군 야로면 야로리 97.1km 구간 도로구역 변경[3]
- 2001년 11월 21일: 익산포항고속도로 장수 나들목 ~ 장수 분기점 구간 개통에 따라 남장수 나들목으로 변경
- 2015년 11월 12일: 동남원 나들목 개통에 따라 고속도로 나들목 기능 폐지
- 2016년 9월 2일: 구 88올림픽고속도로 장수군 번암면 구간이 지방도 제743호선의 구간으로 편입되면서 지방도 제743호선의 교차로로 강등 및 남장수 교차로로 변경[4]

## 구조물 정보
- 위치: 전북특별자치도 장수군 번암면 대론리
- 영업소: 전북특별자치도 장수군 번암면 장수로 104-11

## 접속하는 도로
- 국도 제19호선 (장수로)

## 교통량 정보
| 요금소          | 통행량 (대/일) | 통행량 (대/일) | 통행량 (대/일) | 통행량 (대/일) | 통행량 (대/일) | 통행량 (대/일) | 통행량 (대/일) | 통행량 (대/일) | 통행량 (대/일) | 통행량 (대/일) | 통행량 (대/일) | 통행량 (대/일) | 통행량 (대/일) | 통행량 (대/일) | 각주  |
| 요금소          | 2001년         | 2002년         | 2003년         | 2004년         | 2005년         | 2006년         | 2007년         | 2008년         | 2009년         | 2010년         | 2011년         | 2012년         | 2013년         | 2014년         | 각주  |
| --------------- | -------------- | -------------- | -------------- | -------------- | -------------- | -------------- | -------------- | -------------- | -------------- | -------------- | -------------- | -------------- | -------------- | -------------- | ----- |
| 남장수 (폐쇄식) | 916            | 1,051          | 1,034          | 945            | 898            | 935            | 972            | 965            | 1,003          | 1,032          | 979            | 1,014          | 1,072          | 997            | [ 5 ] |

## 같이 보기
- 동남원 나들목
- 평면교차